# POMERANIA Telemedizin

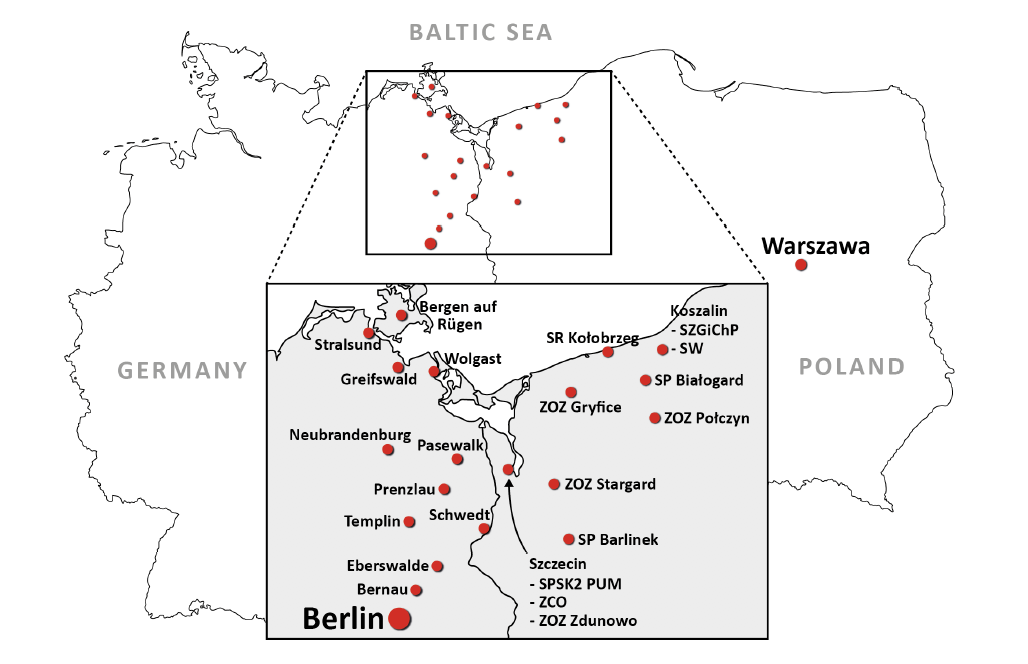
Abb. 1: Am Telemedizinprojekt beteiligte Krankenhäuser auf deutscher und polnischer Seite. Zentrum des Fördergebietes ist Stettin (Szczecin).

Das Projekt Telemedizin in der Euroregion POMERANIA war ein grenzüberschreitendes deutsch-polnisches Projekt zur Verbesserung der medizinischen Versorgung im deutsch-polnischen Großraum Stettin. In mehreren Schritten wurden in den EU Förderprojekten Interreg IIIA und IVA Fachabteilungen einer Vielzahl von Krankenhäusern (Abb. 1) digitalisiert, eine Vernetzung herbeigeführt und telemedizinische Dienste aufgebaut. In den Jahren 2002 bis 2014 betrug die Förderung durch die Europäische Union etwa 18 Millionen Euro.
Das Projekt wurde von der Kommunalgemeinschaft POMERANIA e.V. initialisiert und in den ersten Phasen von Informatikern der Fachhochschule Stralsund technisch und finanztechnisch unter der Leitung des Tumorzentrums Vorpommern an der Universität Greifswald umgesetzt. Von 2008 an übernahm der gemeinnützige Verein Telemedizin in der Euroregion Pomerania Planung und Umsetzung in Zusammenarbeit mit der Pommerschen Medizinischen Universität Stettin und kommerziellen Anbietern.
Kernstück des Projektes in der Interreg IV A Phase war ein Videokonferenznetzwerk, das mit Knotenpunkten in Eberswalde, Stettin, Neubrandenburg und Greifswald die Mehrzahl der beteiligten Krankenhäuser verband. Das Netzwerk erlaubte die gleichzeitige Übertragung von Bildern medizinischer Untersuchungsverfahren, wie der Endoskopie, der Radiologie und Pathologie. Ein Teleradiologie-Netzwerk in Vorpommern ist seit Anfang der 2000er Jahre in Betrieb. Wichtigste Anwendung ist eine regionale Tumorkonferenz in Nordbrandenburg mit dem Zentrum Eberswalde.
Aufgrund der Vielzahl der eingebundenen Teilnehmer und des grenzüberschreitenden Arbeitens verschaffte das Projekt der Region Vorpommern, aber auch Nordbrandenburg nationale Sichtbarkeit. Höhepunkt des Projektes war der Besuch des Bundespräsidenten Joachim Gauck 2013. Für sein Engagement in der Telemedizin wurde der Greifswalder Professor Norbert Hosten 2015 mit dem Pomerania-Nostra-Preis ausgezeichnet.
 Beteiligte Krankenhäuser der letzten Aufbauphase (2008 bis 2015) 
Auf polnischer Seite: SPSK2 PUM Szczecin, ZCO Szczecin, ZOZ Zdunowo Szczecin, SP Barlinek, SR Kołobrzeg, SZGiChP Koszalin, SW Koszalin, ZOZ Stargard, ZOZ Gryfice, ZOZ Połczyn, SP Białogard; auf deutscher Seite die Krankenhäuser in Bergen/Rügen, Stralsund, Greifswald (Universitätsmedizin), Wolgast, Pasewalk, Neubrandenburg (Dietrich-Bonhoeffer-Klinikum), Eberswalde (GLG mit Prenzlau), Schwedt/Oder, Templin, Bernau bei Berlin (Herzzentrum).